# 卢朗蒂斯
卢朗蒂斯（法語：Lourenties，法語發音：[luʁɛ̃tis]）是法国大西洋比利牛斯省的一个市镇，属于波城区。

## 地理
卢朗蒂斯（43°17'19"N, 0°9'39"W）面积8.94 平方千米，位于法国新阿基坦大区大西洋比利牛斯省，该省份为法国东南部省份，涵盖了贝阿恩与北巴斯克，西临大西洋比斯開灣，北至朗德省，东北接热尔省，东临上比利牛斯省，南与西班牙接壤。
与卢朗蒂斯接壤的市镇（或旧市镇、城区）包括：加代尔、吕凯、阿里安、埃斯卢朗蒂斯达邦、埃斯佩谢德、埃斯波埃、利芒杜斯。
卢朗蒂斯的时区为UTC+01:00、UTC+02:00（夏令时）。

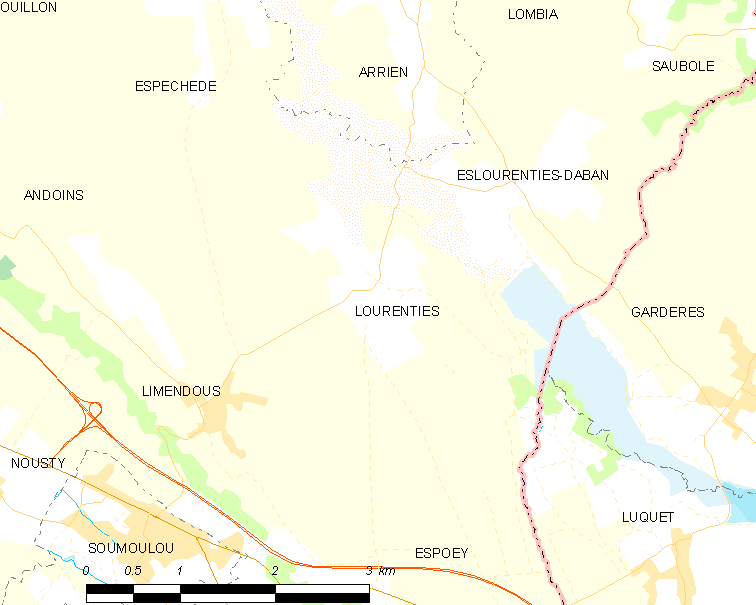
卢朗蒂斯的OSM定位图

## 行政
卢朗蒂斯的邮政编码为64420，INSEE市镇编码为64352。

## 政治
卢朗蒂斯所属的省级选区为乌斯河与拉关河河谷县。

## 人口

1962-2008年间卢朗蒂斯人口变化图示

卢朗蒂斯于2022年1月1日时的人口数量为415人。